# Fibra oscura

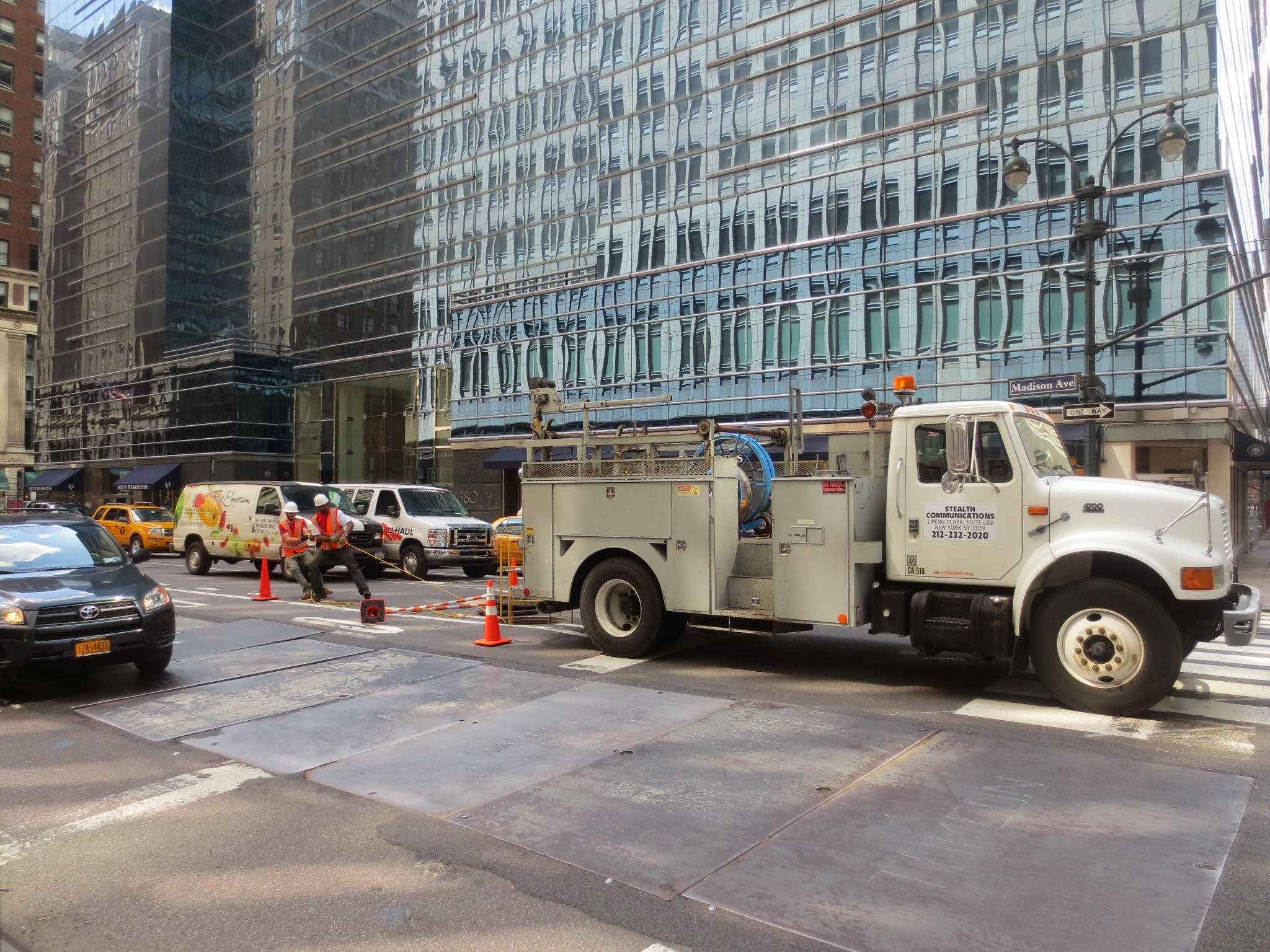
El equipo de fibra de Stealth Communications instala un nuevo cable de fibra óptica debajo de Madison Avenue, en la ciudad de Nueva York.

Fibra oscura es la denominación que se atribuye a los circuitos de fibra óptica o redes oscuras, que han sido desplegados por cualquier entidad, ya sea su actividad relacionada con obras civiles o no, y que no están siendo utilizados propiamente por el dueño de las mismas, pero que las entrega en alquiler, cesión, o venta por simplex, duplex o mayor cantidad de fibras a clientes. Esto se comercializa en bruto, de manera que es el propio usuario quien aplica la tecnología de transmisión más adecuada a sus necesidades, mejorando así el rendimiento obtenido puesto que se evitan limitaciones innecesarias de protocolos, entre otras posibles complicaciones.

## Origen y uso
Cuando un operador o entidad de infraestructuras de telecomunicaciones despliega su red de fibra óptica, tiene que hacer una gran inversión en solicitar permisos burocráticos, realizar obra civil, construir las canalizaciones y desplegar el cableado de fibra óptica y sus terminaciones correspondientes. Si en un futuro fuese necesario ampliar la capacidad de una red ya existente, sería necesario desplegar y conectar cables adicionales. Dado lo costoso de la operación, resulta más adecuado sobredimensionar la red inicial instalando más cables de fibra óptica de los que son necesarios para una futura maniobra.
Los cables de fibra pueden contener diferentes y numerosas cantidades de fibras: 4, 8, 16, 32, 64, 128, 144, 256, 288, 360, 432, 720, 864, 1728, 3456...Y por cuestiones comerciales y de estandarízación, no es posible obtener cables de, por ejemplo, 58 fibras, empleándose en ese caso un cable con 64 ( o más)
Debido al sobredimensionamiento, la mayoría de fibras no se emplean. Las que quedan sin uso reciben el nombre de fibra oscura.
En muchos casos, estos cables nunca llegan a ser utilizados, es decir, nunca se realizan transmisiones a través de ellos. De ahí también la denominación de fibra oscura.

## Interés comercial y de desarrollo
Existen grandes compañías e instituciones de todo tipo que disponen de diversas redes alejadas entre sí por distancias considerables, y que tienen la necesidad de comunicarse en diversas circunstancias como a grandes distancias, en entornos con alta interferencia electromagnética, con complejas inclemencias o con grandes anchos de banda para interconectar e intercomunicar dichas redes. Las entidades mencionadas anteriormente pueden cubrir estas necesidades concretas alquilando sus propios circuitos de fibra oscura, pero deben instalar ellos mismos los equipos de transmisión y recepción. 
Centros de investigación y desarrollo, empresas industriales, grandes bancos u organizaciones gubernamentales usan fibra oscura para interconectar sus sedes, centros de procesamiento de datos, centros de respaldo, entre otras instalaciones. También emisoras de radio y televisión pueden utilizar fibra oscura para interconectar sus estudios y plantas transmisoras, con la virtud de mantener la confidencialidad de sus transmisiones. 